# Plankton

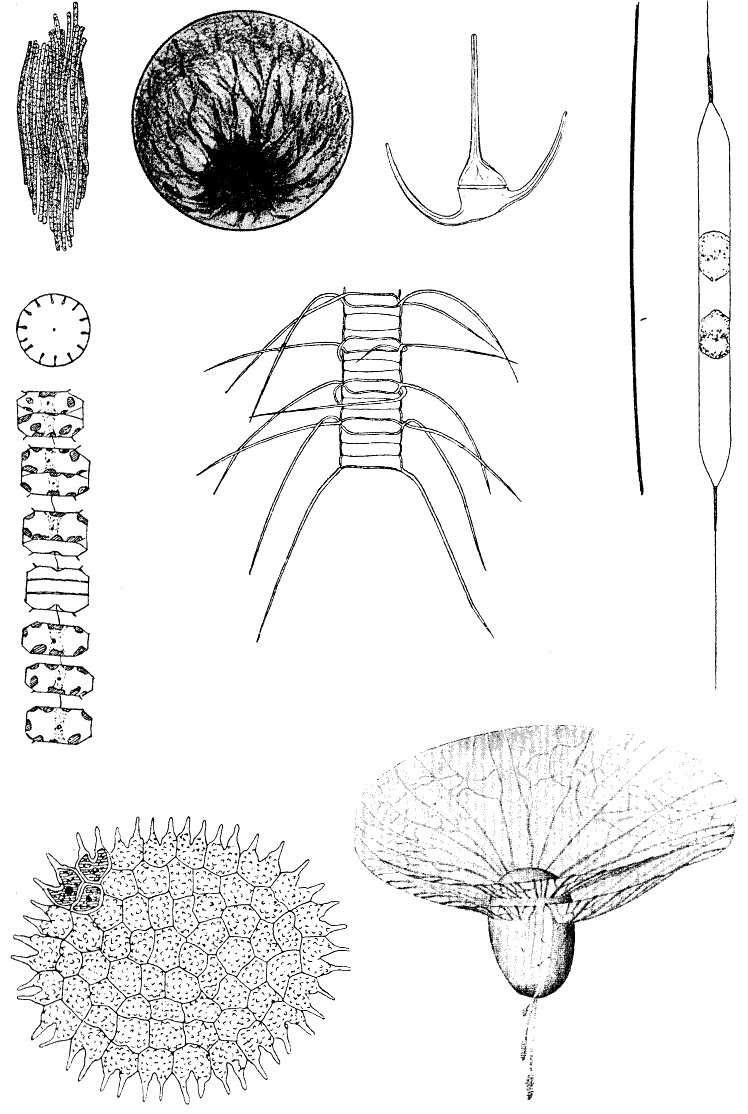
Plankton i förstoring.

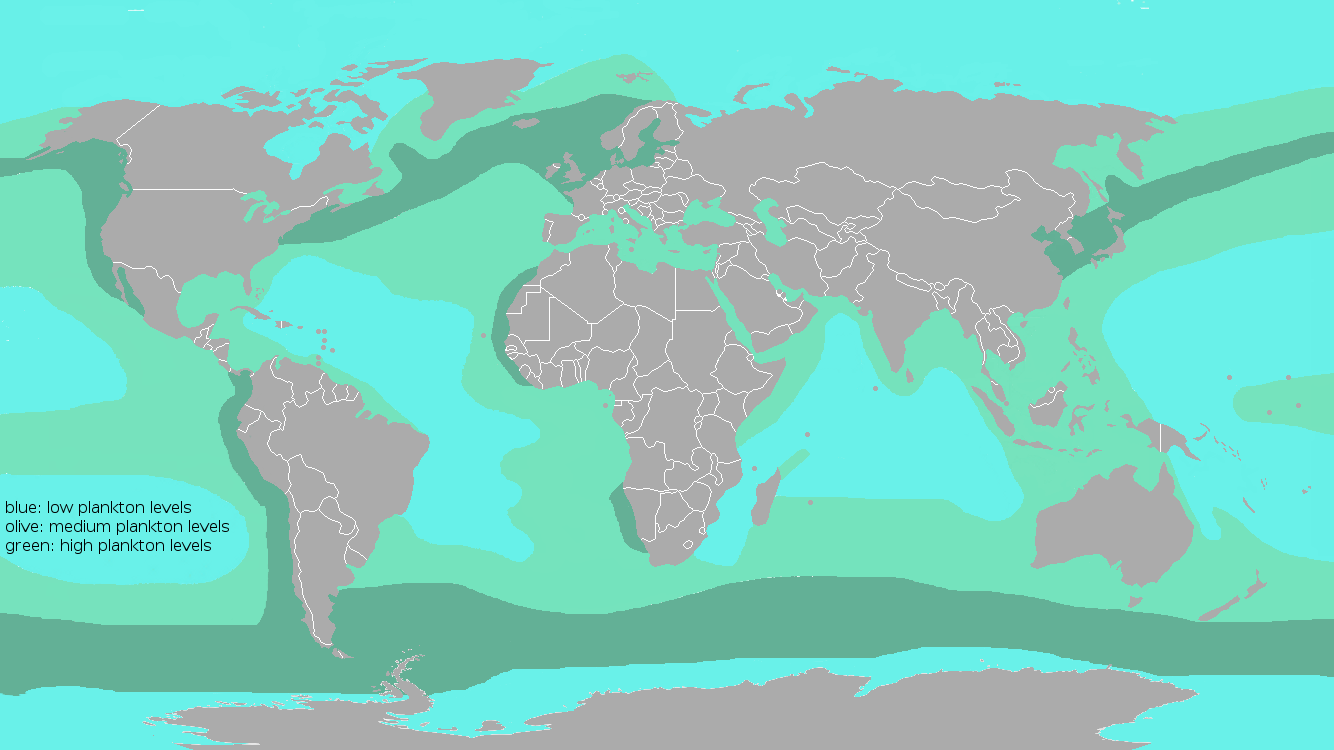
Förekomst av plankton i världen.
- Låga planktonnivåer.
- Medelhöga planktonnivåer.
- Höga planktonnivåer.

Plankton (av grekiska planktos, ’kringdrivande’) är sammanfattningsnamnet för i vatten fritt kringdrivande organismer som saknar aktiv rörelseförmåga eller vars rörelseförmåga är så obetydlig att de är beroende av vattnets strömningar för att förflytta sig. Vanligen avses mikroskopiska djur, alger och bakterier, men det finns även större organismer som uppfyller definitionen, så som de flesta maneter. 
Växtplankton utgör basen för näringskedjan i haven, som föda för både djurplankton och större djur. Djurplankton i sin tur är basen både för mindre djur som kräftdjur och småfisk (sill och sardiner), som större djur upp till bardvalarna, jordens största djur, vilka livnär sig huvudsakligen på kräftdjur som krill. Särskilt i näringsfattiga sjöar och hav utgör bakterieplankton en stor del av den totala biomassan. De kan utnyttja löst organiskt material som transporteras till sjöar från omgivningarna. Genom att bakterierna i sin tur äts upp av djurplankton kan de i vissa fall utgöra basen för näringskedjan i sjöar.
Plankton i haven kallas haliplankton, sötvattensplankton kallas limnoplankton.

## Begreppets historik
Ordet plankton myntades 1887 av Victor Hensen som var den förste att studera dessa. Han inkluderade dock även icke levande ansamlingar av näring i vattnet. Carl Apstein var den förste att studera sötvattenplankton 1896. Carl Wesenberg-Lund gjorde 1900 försök att morfologiskt definiera plankton, och lade då fram den så kallade "svävteorin" som gick ut på att plankton deras anatomi främst var avsedd för att sväva i vatten. Senare kom dock noggrannare studier att konstatera att många plankton är utomordentliga simmare.
Ofta klassificeras plankton utifrån sin storlek:
- Megaplankton, 20+ mm
- Makroplankton, 2–20 mm
- Mesoplankton, 0,2 mm-2 mm
- Mikroplankton, 20-200 μm
- Nanoplankton, 2-20 μm
- Picoplankton, 0,2-2 μm, mestadels bakterier
- Femtoplankton, mindre än 0,2 μm, virus

## Fytoplankton och zooplankton
Växtplankton kallas även fytoplankton.
Djurplankton eller zooplankton består av organismer som inte utför fotosyntes. De livnär sig av organismer från växtplankton eller av andra organismer från djurplankton. Enligt nyare forskningar utgör hoppkräftor av släktet Calanus världens största biologiska massa utanför växtriket.

## Bakterieplankton
Bakterieplankton är små, vanligtvis mindre än 1µm. Å andra sidan är de många, vanligtvis mellan 1 och 3 miljoner celler per milliliter sjö- eller havsvatten. Bakterieplankton består av bakterier och arkéer.

## Bildgalleri

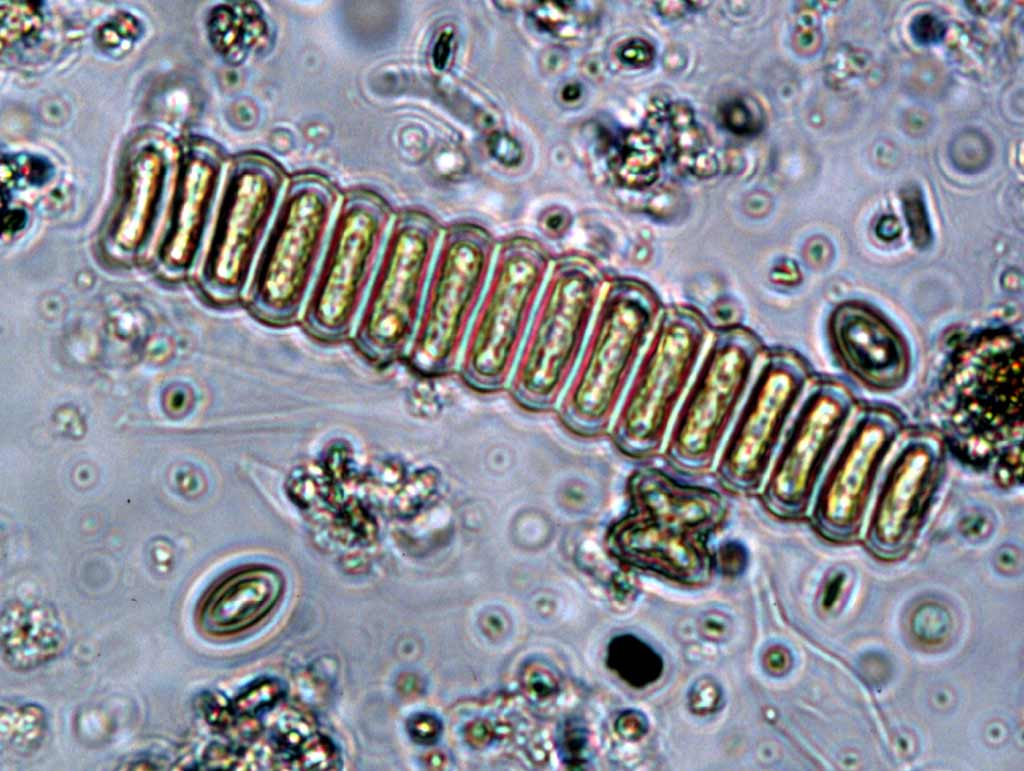
Scenedesmus bijunga, ett fytoplankton.
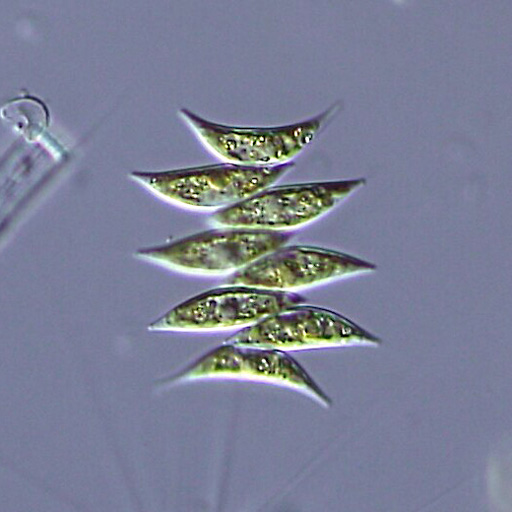
Scenedesmus dimorphus, ett fytoplankton.
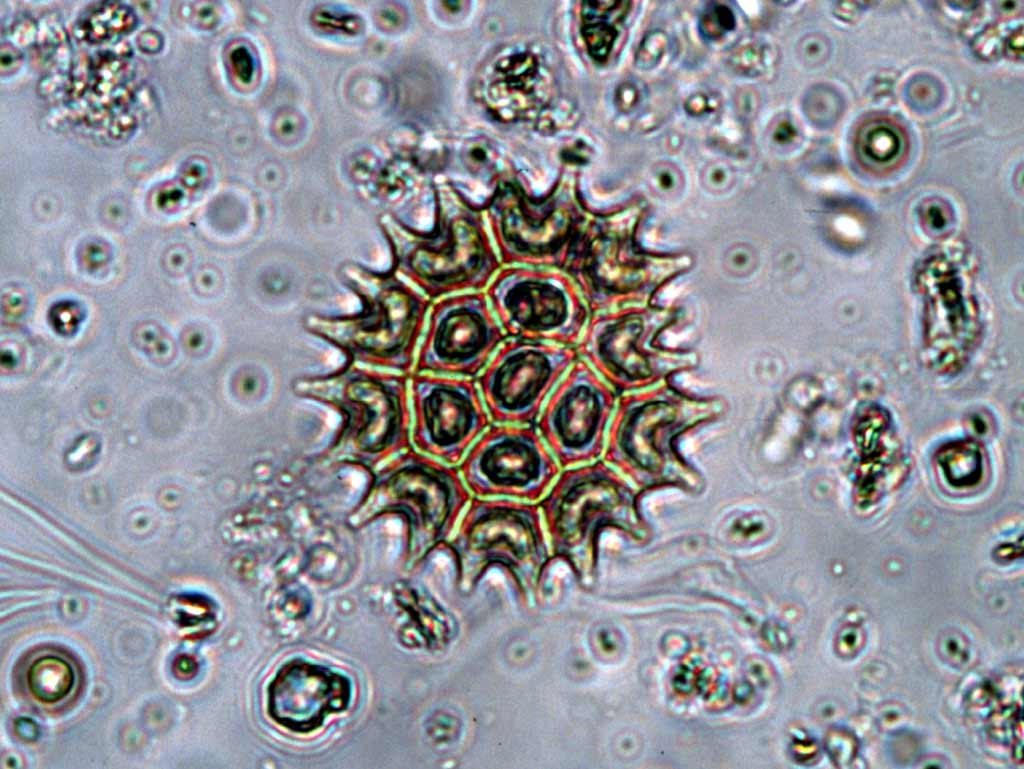
Pediastrum boryanum, ett fytoplankton.
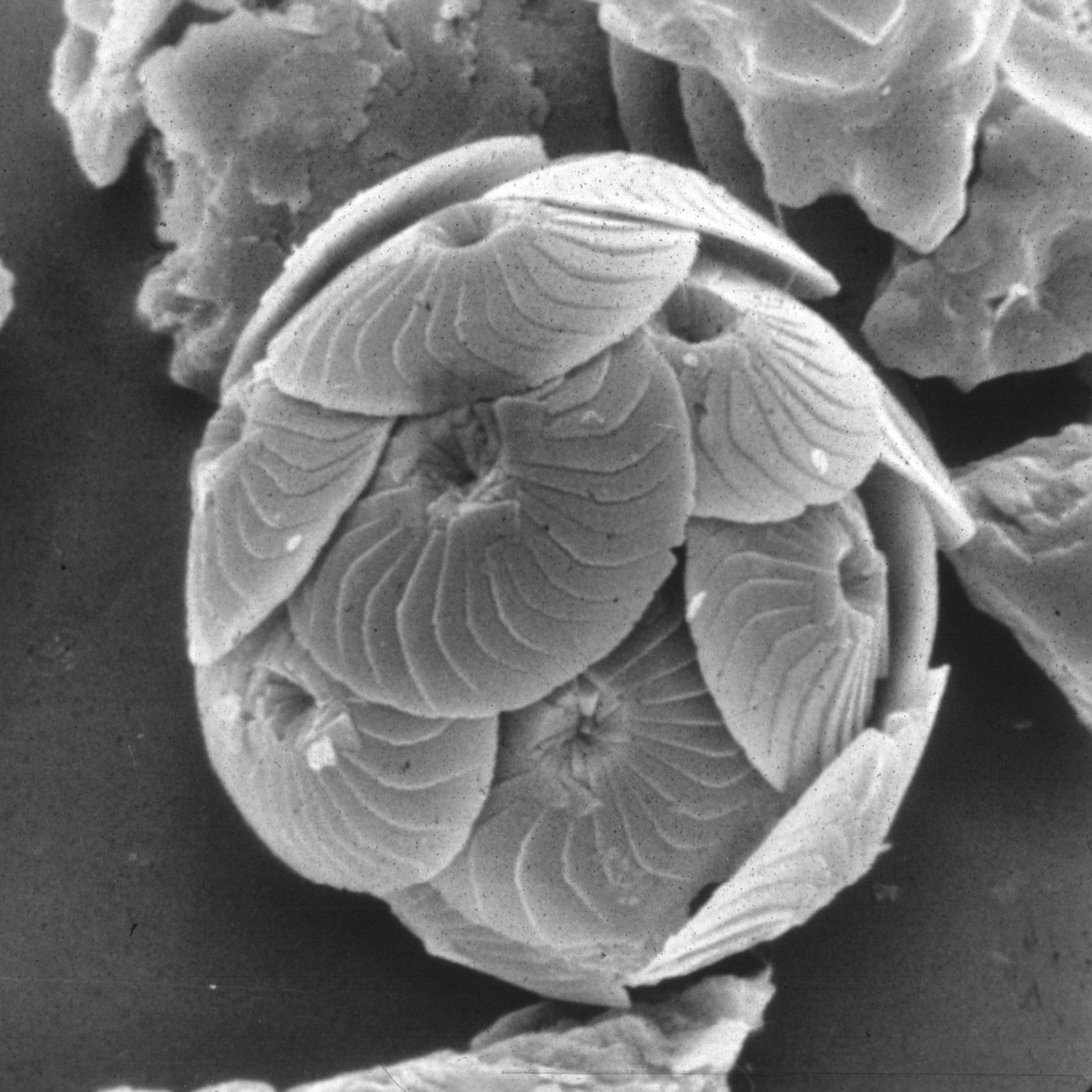
Cyclococcolithus leptoporus, ett fytoplankton.
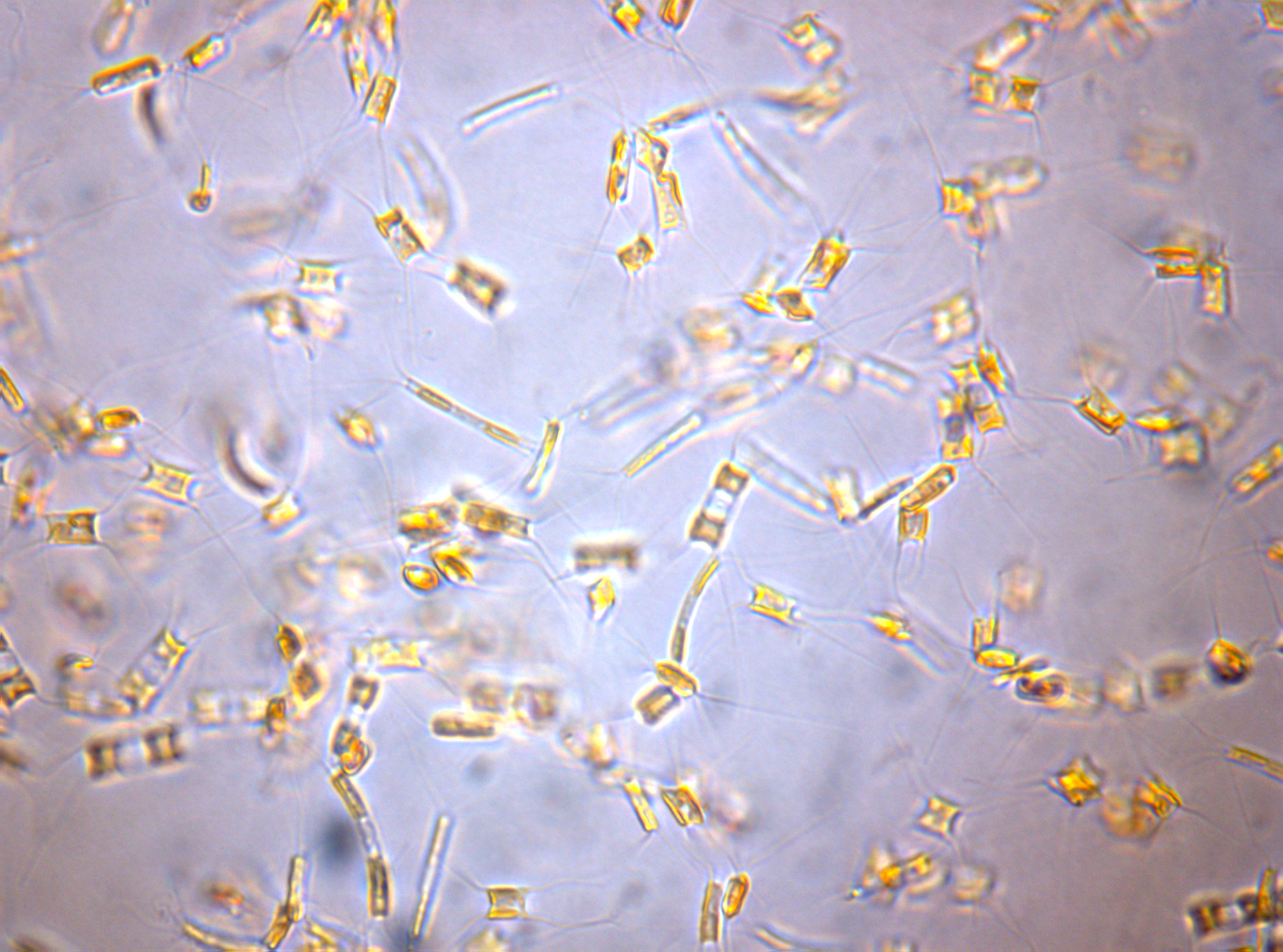
Attheya longicornis, fytoplankton.
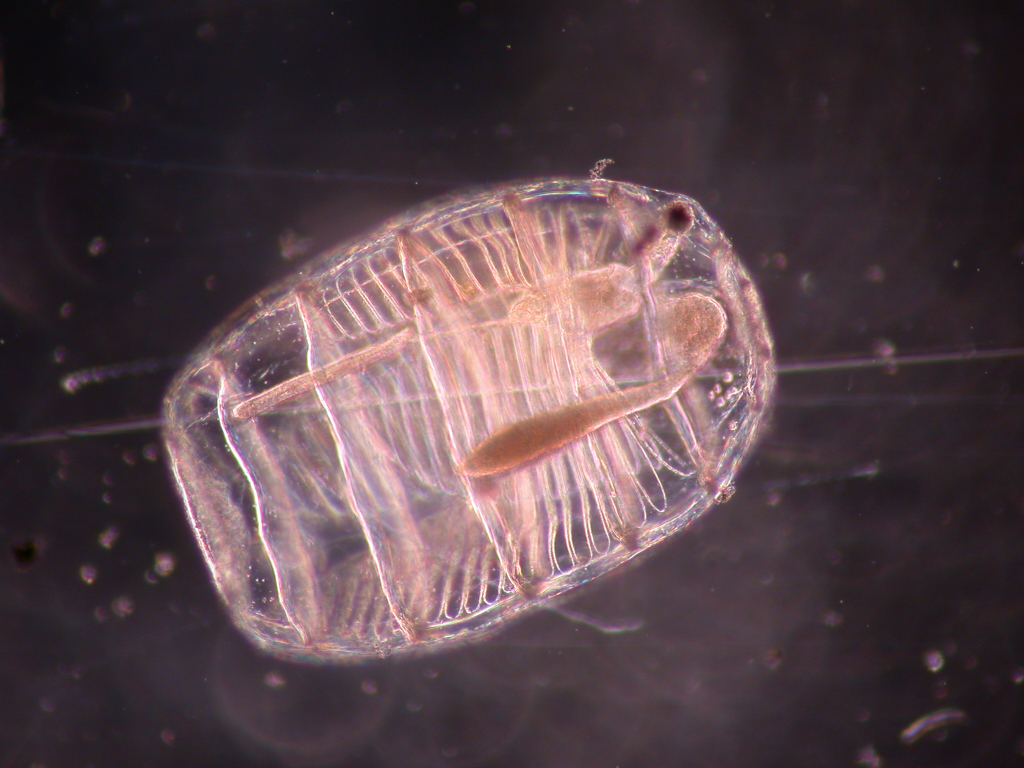
Doliólido, ett zooplankton.
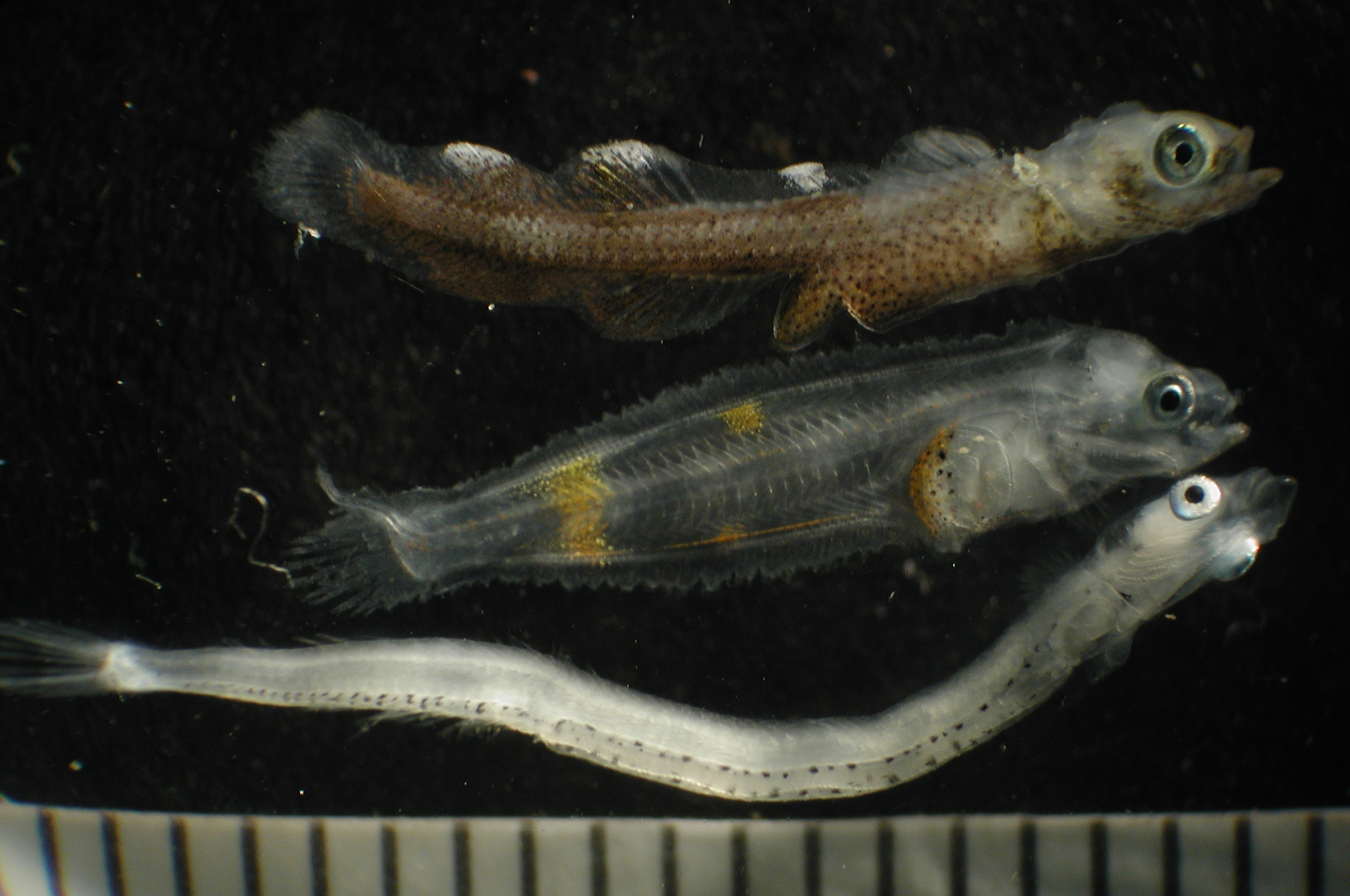
Zooplankton i form av fiskyngel.
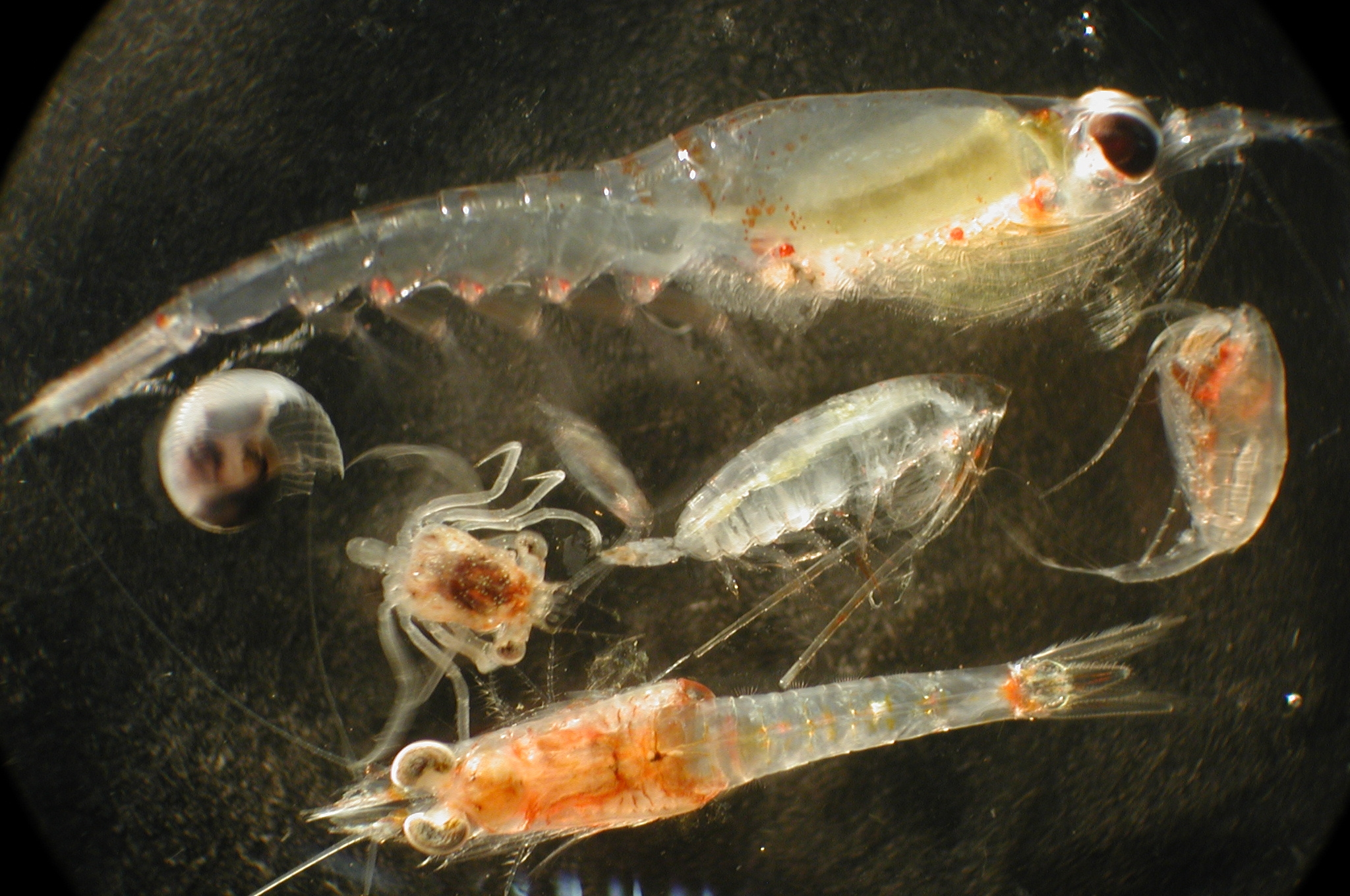
Zooplankton i form av kräftdjur.
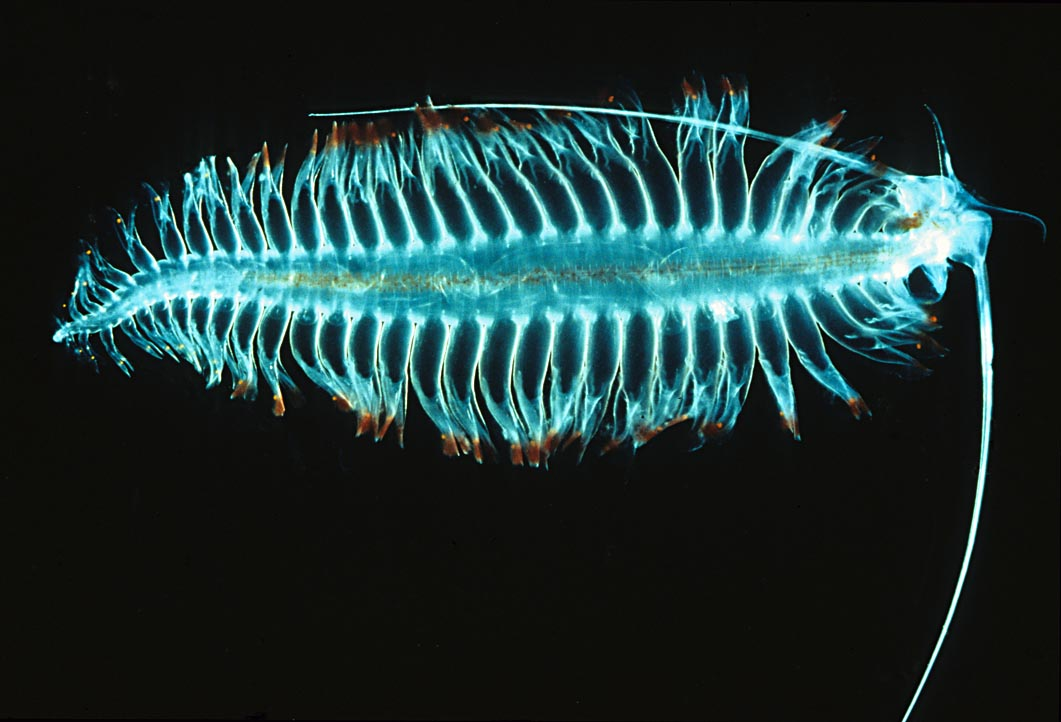
Zooplankton tillhörande släktet Tomopteris.